# Mạc Thị Bưởi
Mạc Thị Bưởi (1927 - 1951) là một nữ anh hùng liệt sĩ của lực lượng Việt Minh trong thời kì kháng chiến chống Pháp. Bà là một trong những người được chính phủ Việt Nam Dân chủ Cộng hòa truy tặng danh hiệu Anh hùng lực lượng vũ trang nhân dân Việt Nam ngay trong đợt phong tặng đầu tiên vào năm 1955.
Bà sinh năm 1927 tại xã Nam Tân, huyện Nam Sách, tỉnh Hải Dương.

## Quá trình hoạt động
Trong Cách mạng tháng Tám, bà tham gia Phụ nữ Cứu quốc tại địa phương. Sau khi Pháp tái chiếm Đông Dương, bà bắt đầu tham gia lực lượng du kích và là một cán bộ chính trị cơ sở, hoạt động ở địa phương, vốn nằm trong vùng kiểm soát của quân đội Pháp.
Năm 1949, quân đội Pháp xây dựng bốt (đồn) Trung Hà, lập hàng rào, tháp canh, liên tục tổ chức càn quét, kiểm soát một địa bàn rộng lớn quang xã Nam Tân. Vì vậy cán bộ Việt Minh ở xã Nam Tân bị bật sang các vùng lân cận. Chỉ riêng Mạc Thị Bưởi vẫn tiếp tục ở lại, hoạt động xây dựng tổ chức cho Việt Minh trong những điều kiện khó khăn. Hơn thế, bà còn tổ chức được 3 tổ nữ du kích, xây dựng 35 cơ sở ở ba thôn của xã; vận động quần chúng chống nộp thuế, đi phu cho quân Pháp.
Năm 1950, quân Việt Minh tấn công đồn Thanh Dung(?). Trong trận đánh này, Mạc Thị Bưởi đã thực hiện việc trinh sát tiền trạm, tạo cơ sở để trận đánh thành công. Quân đội Pháp nhiều lần treo giải thưởng để có thể bắt được Mạc Thị Bưởi, nhưng đều không thành công.
Năm 1951, bà làm nhiệm vụ vận động nhân dân vùng tạm chiếm chuẩn bị gạo, đường, sữa chuyển ra vùng tự do phục vụ Chiến dịch Trần Hưng Đạo, đánh đường 18. Trong một chuyến vận chuyển đó, bà bị quân Pháp phục kích bắt được và tra tấn tàn bạo. Bà kiên quyết không khai một lời và bị giết vào ngày 23 tháng 4 năm 1951, khi đó bà mới 24 tuổi
Ngày 31 tháng 8 năm 1955, Mạc Thị Bưởi được Chủ tịch nước Việt Nam Dân chủ Cộng hoà tặng danh hiệu Anh hùng Lực lượng vũ trang nhân dân và Huân chương Quân công hạng II.

## Các công trình gắn liền với tên tuổi của Mạc Thị Bưởi
Ngày nay, tại huyện Nam Sách có tượng đài Mạc Thị Bưởi cạnh tỉnh lộ 183 và nhà tưởng niệm Mạc Thị Bưởi gần khu vực đền thờ Mạc Đĩnh Chi.
Bộ tem Anh hùng Mạc Thị Bưởi, do họa sĩ Bùi Trang Chước vẽ và được phát hành ngày 3 tháng 11 năm 1956, là bộ Tem Việt Nam có giá cao nhất do còn lại rất hiếm.
Tại thành phố Hà Nội, tên của bà được đặt cho một con phố thuộc địa bàn phường Vĩnh Tuy, quận Hai Bà Trưng, đi từ đường Minh Khai ở chân cầu Vĩnh Tuy đến cổng Công ty Bánh kẹo Hữu nghị Hải Hà - Kotobuki.
Tại thành phố Hồ Chí Minh, tên bà được đặt cho một con đường nhỏ dài gần 300m nhưng ở vị trí "đắc địa" - gần Công trường Mê Linh tại phường Bến Nghé. Đường bắt đầu từ ngã ba giao với đường Hai Bà Trưng và kết thúc tại ngã năm giao với các đường Tôn Thất Thiệp, Huỳnh Thúc Kháng và phố đi bộ Nguyễn Huệ.
Tại thành phố Đồng Hới, Quảng Bình có con đường mang tên Mạc Thị Bưởi ở phường Nam Lý (từ đường Nguyễn Văn Cừ tới đường Nguyễn Đăng Tuân).
Tại thành phố Nam Định có con đường Mạc Thị Bưởi.
Tại thành phố Hạ Long, tên bà được đặt cho một phố tại phường Hà Khánh (từ đường Trần Phú tới phố Phan Đình Phùng).
Tại thành phố Pleiku có con đường Mạc Thị Bưởi nằm cả Phường Thắng Lợi và Xã Chư Á
...